# Nanostrangalia abdominalis
Nanostrangalia abdominalis là một loài bọ cánh cứng trong họ Cerambycidae.